# Avanti! (tijdschrift)

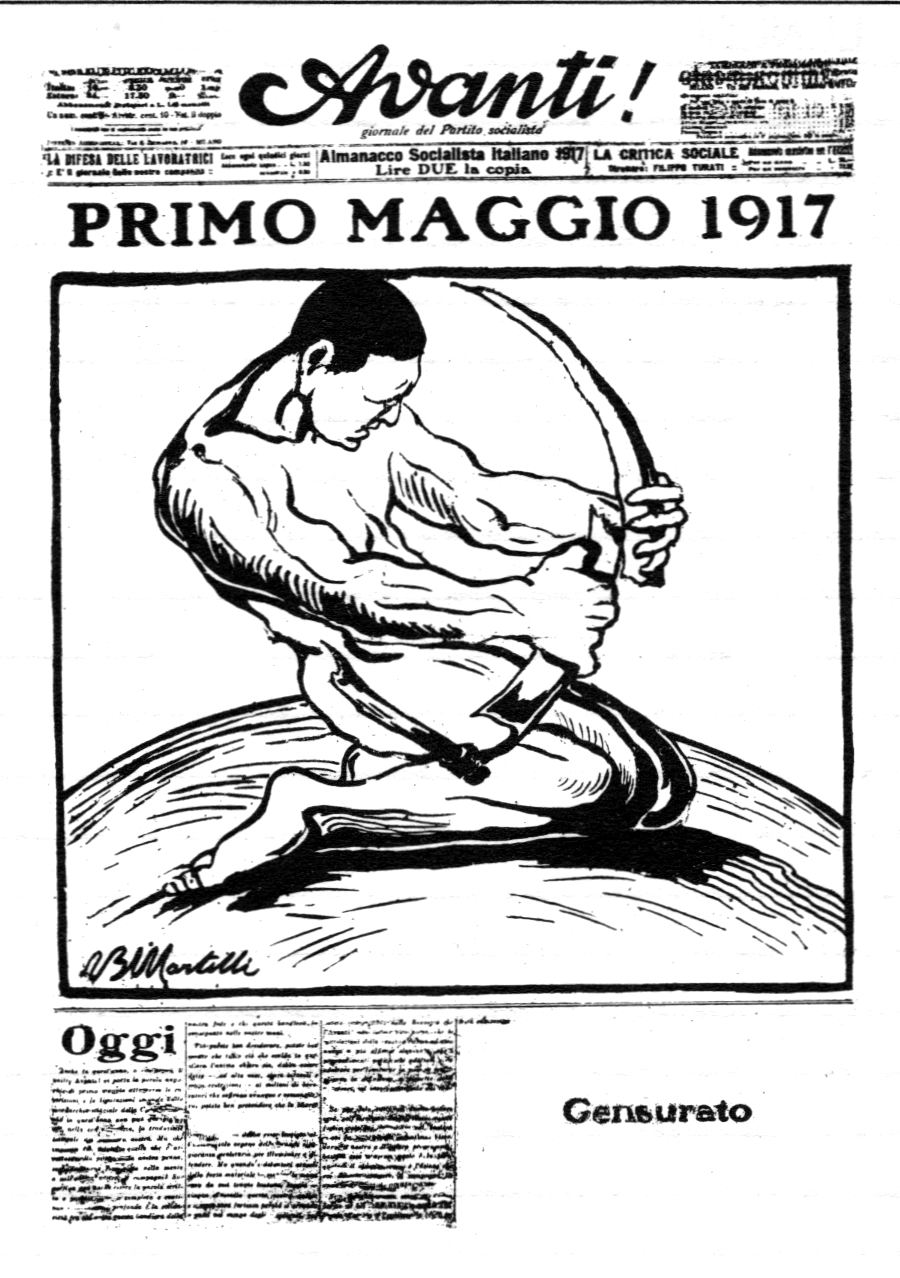
Exemplaar van 1 mei 1917, met een deel gecensureerd.

Avanti! (Nederlands: Voorwaarts!) is het dagelijks uitgegeven partijblad van de Socialistische Partij van Italië (PSI). Benito Mussolini was er enkele jaren hoofdredacteur van. 
Enkele bekende feiten over het blad zijn de volgende:
- Van 1912 tot 1914 was Benito Mussolini de hoofdredacteur van het blad, tot hij zelf een eigen blad ging oprichten.
- In april 1919 worden de kantoren van de krant in Milaan afgebrand door fascisten.
- In april 1920 veroorzaakt de krant controverse wanneer ze weigert om een manifest van stakende Turijnse arbeiders te plaatsen.
- In december splitst de Turijnse editie zich van de Avanti! af en ontstaat de dagelijkse krant L'Ordine Nuovo. Wanneer de partij zich later splitst in Socialisten (PSI) en Communisten (PCI), wordt de Ordine Nuovo de krant van de Communistische Partij, terwijl de Avanti! bij de PSI blijft.